# Japan Football League 2012
Die Japan Football League 2012 war die 14. Spielzeit der japanischen Japan Football League. An ihr nahmen aufgrund des Rückzugs von Arte Takasaki nach Meldeschluss ausnahmsweise nur siebzehn Vereine teil. Die Saison begann am 11. März und endete am 18. November 2012.
Die Meisterschaft wurde vom außerordentlichen J.-League-Mitglied V-Varen Nagasaki gewonnen, der Verein stieg somit in die J. League Division 2 2013 auf. Sportliche Absteiger in die Regionalligen gab es keine, nachdem Tochigi Uva FC in der Relegation gegen den Drittplatzierten der Regionalligen-Finalrunde Norbritz Hokkaidō die Klasse halten konnte. Allerdings zog sich mit dem dreimaligen JFL-Meister Sagawa Shiga FC eine der bis dahin erfolgreichsten Mannschaften nach Ende der Spielzeit aus finanziellen Gründen aus der Liga zurück, der Verein wurde anschließend aufgelöst.

## Modus
Die Vereine trugen ein einfaches Doppelrundenturnier aus. Für einen Sieg gab es drei Punkte; bei einem Unentschieden erhielt jede Mannschaft einen Zähler. Die Tabelle wurde also nach den folgenden Kriterien erstellt:
1. Anzahl der erzielten Punkte
2. Tordifferenz
3. Erzielte Tore
4. Ergebnisse der Spiele untereinander
5. Entscheidungsspiel oder Münzwurf

Für den Aufstieg in die J. League Division 2 2013 kamen nur Vereine infrage, welche die Außerordentliche Mitgliedschaft der J. League besaßen, am Ende der Saison innerhalb der ersten Vier der Tabelle abschlossen und einer finalen Überprüfung durch die J. League standhielten.
Aufgrund der reduzierten Teilnehmerzahl war ursprünglich geplant, dass die schlechteste Mannschaft direkt in die Regionalliga absteigen und der Vorletzte Relegationsspiele gegen den Drittplatzierten der Regionalligen-Finalrunde bestreiten sollte. Durch den Rückzug von Sagawa Shiga am Saisonende wurde der Vorletzte jedoch verschont und der Letzte nahm anstatt dessen an den Relegationsspielen teil.

## Teilnehmer
Insgesamt nahmen siebzehn Mannschaften an der Saison teil. Die ausnahmsweise reduzierte Teilnehmerzahl kam hierbei durch den kurzfristigen und erst nach Meldeschluss aus finanziellen erfolgten Rückzug von Arte Takasaki zustande. Nicht mehr dabei waren ferner die Aufsteiger in die J. League Division 2 2012, FC Machida Zelvia und Matsumoto Yamaga FC, sowie JEF Reserves, die bereits während der Spielzeit 2011 ihren Rückzug zum Ende der Saison bekanntgegeben hatten. Ersetzt wurden Machida, Matsumoto und die JEF-Reserve durch die drei Besten der Regionalligen-Finalrunde 2011, YSCC Yokohama, Fujieda MYFC und Hoyo AC Elan Ōita.
Vor Beginn dieser Saison erhielt AC Nagano Parceiro den Status eines außerordentlichen J.-League-Mitglieds. Die Anzahl der außerordentlichen Mitglieder in der Liga fiel damit zu Beginn der Saison auf insgesamt nur noch zwei Mannschaften, wobei V-Varen Nagasaki der andere Verein mit diesem Status war. Während der Saison wurde zusätzlich AC Nagano Parceiro die außerordentliche Mitgliedschaft zugesprochen, aufgrund des unzureichenden Stadions war Nagano jedoch bis zum Abschluss der Renovierungsarbeiten an diesem nicht zum Aufstieg in die Division 2 berechtigt.
In weiteren Änderungen ersetzte Mio Biwako Kusatsu den Namen der Heimatstadt durch den Namen der Präfektur und nannte sich fortan Mio Biwako Shiga.
| Verein                | Stadt/Region        | Bemerkungen                                        |
| --------------------- | ------------------- | -------------------------------------------------- |
| Blaublitz Akita       | Nikaho, Akita       |                                                    |
| Fujieda MYFC          | Fujieda, Shizuoka   | Zweitplatzierter der Regionalligen-Finalrunde 2011 |
| Honda FC              | Hamamatsu, Shizuoka |                                                    |
| Honda Lock SC         | Miyazaki, Miyazaki  |                                                    |
| Hoyo AC Elan Ōita     | Yufu, Ōita          | Drittplatzierter der Regionalligen-Finalrunde 2011 |
| Kamatamare Sanuki     | Takamatsu, Kagawa   |                                                    |
| Mio Biwako Shiga      | Kusatsu, Shiga      |                                                    |
| AC Nagano Parceiro    | Nagano, Nagano      |                                                    |
| FC Ryūkyū             | Okinawa, Okinawa    |                                                    |
| Sagawa Printing SC    | Mukō, Kyōto         |                                                    |
| Sagawa Shiga FC       | Moriyama, Shiga     |                                                    |
| Sony Sendai FC        | Tagajō, Miyagi      |                                                    |
| Tochigi Uva FC        | Tochigi, Tochigi    |                                                    |
| V-Varen Nagasaki      | Nagasaki, Nagasaki  |                                                    |
| Yokogawa Musashino FC | Musashino, Tokio    |                                                    |
| YSCC Yokohama         | Yokohama, Kanagawa  | Gewinner der Regionalligen-Finalrunde 2011         |
| Zweigen Kanazawa      | Kanazawa, Ishikawa  |                                                    |

## Statistik

### Tabelle
| Pl.                    | Verein                | Sp. | S  | U  | N  | Tore    | Diff. | Punkte |
| ---------------------- | --------------------- | --- | -- | -- | -- | ------- | ----- | ------ |
| 1.                     | V-Varen Nagasaki      | 32  | 20 | 7  | 5  | 057:240 | +33   | 67     |
| 2.                     | AC Nagano Parceiro    | 32  | 17 | 7  | 8  | 057:340 | +23   | 58     |
| 3.                     | Sagawa Shiga FC       | 32  | 16 | 9  | 7  | 061:370 | +24   | 57     |
| 4.                     | Kamatamare Sanuki     | 32  | 15 | 8  | 9  | 049:290 | +20   | 53     |
| 5.                     | Honda FC              | 32  | 16 | 5  | 11 | 055:390 | +16   | 53     |
| 6.                     | YSCC Yokohama (N)     | 32  | 15 | 4  | 13 | 058:500 | +8    | 49     |
| 7.                     | Sagawa Printing SC    | 32  | 12 | 9  | 11 | 043:430 | ±0    | 45     |
| 8.                     | MIO Biwako Kusatsu    | 32  | 11 | 10 | 11 | 053:520 | +1    | 43     |
| 9.                     | FC Ryūkyū             | 32  | 12 | 7  | 13 | 058:620 | −4    | 43     |
| 10.                    | Yokogawa Musashino FC | 32  | 11 | 8  | 13 | 035:500 | −15   | 41     |
| 11.                    | Fujieda MYFC (N)      | 32  | 11 | 7  | 14 | 039:480 | −9    | 40     |
| 12.                    | Sony Sendai FC        | 32  | 9  | 12 | 11 | 027:290 | −2    | 39     |
| 13.                    | Blaublitz Akita       | 32  | 9  | 10 | 13 | 033:410 | −8    | 37     |
| 14.                    | Zweigen Kanazawa      | 32  | 8  | 12 | 12 | 033:410 | −8    | 36     |
| 15.                    | Hoyo AC Elan Ōita (N) | 32  | 9  | 8  | 15 | 040:570 | −17   | 35     |
| 16.                    | Honda Lock SC         | 32  | 7  | 7  | 18 | 028:560 | −28   | 28     |
| 17.                    | Tochigi Uva FC        | 32  | 4  | 10 | 18 | 036:700 | −34   | 22     |
| Stand: Ende der Saison |                       |     |    |    |    |         |       |        |

Aufstiegsberechtigte Vereine: Kamatamare Sanuki, V-Varen Nagasaki
| (N) | Aufsteiger aus der Regionalliga 2011: YSCC Yokohama, Fujieda MYFC, Hoyo AC Elan Ōita |

### Relegation
Nach Ende der Saison fanden kurz vor dem Jahreswechsel die Relegationsspiele zwischen einem Teilnehmer der Japan Football League und einer Mannschaft der Regionalliga-Finalrunde statt. Die ursprüngliche Planung sah vor, dass der Sechzehnte gegen den Finalrunden-Dritten antreten sollte; nach dem Rückzug von Sagawa Shiga FC wurde der Sechzehnte Honda Lock SC jedoch verschont und der eigentlich direkt abgestiegene Siebzehnte Tochigi Uva FC als JFL-Teilnehmer benannt. Als Gegner der Mannschaft aus Tochigi qualifizierte sich Norbritz Hokkaidō für die beiden Spiele.
Um einem witterungsbedingten Ausfall aufgrund der klimatischen Gegebenheiten Hokkaidōs im Dezember zuvorzukommen, wurden beide Spiele in Tochigi ausgetragen. Im Hinspiel konnte sich das offiziell als Heimteam fungierende Norbritz mit 2:1 durchsetzen, ein Elfmetertor im Rückspiel besorgte den Ausgleich nach Hin- und Rückspiel für Uva. Da die Auswärtstorregel nicht zur Anwendung kam, folgte zunächst eine Verlängerung; diese blieb jedoch torlos, sodass letztlich das Elfmeterschießen entscheiden musste. Hier setzte sich der klassenhöhere Verein mit 4:1 durch.
|                   | Gesamt          |                | Hinspiel | Rückspiel |
| ----------------- | --------------- | -------------- | -------- | --------- |
| Norbritz Hokkaidō | 2:2 (1:4 i. E.) | Tochigi Uva FC | 2:1      | 0:1 n. V. |